# باغ استوایی و تمساح آتاگاوا
باغ تمساح و گرمسیری اتاگاوا (به لاتین: Atagawa Tropical & Alligator Garden) یک باغ گیاه‌شناسی در ژاپن است که در هیگاشی‌ایزو واقع شده‌است.